# 政府共通平台
政府共通平台（日语：政府共通プラットフォーム），俗稱「霞關雲」（日语：霞が関クラウド）是日本政府為全國政府部門建設的雲端運算平台。

## 歷史
2009年5月日本總務省提出「數位日本創造計劃」，計劃於2015年完成名為「霞關雲」的雲端運算平台建設。2009年6月到2010年3月就計劃展開專家討論及研究，2011年9月到2013年3月進行建設，2013年3月18日正式啟用，正式名稱為「政府共通平台」。
2019年2月25日，日本各府省首席信息官達成建設第二期「政府共通平台」的決定。第二期出於節省基礎建設成本，日本政府選擇了由亞馬遜雲端運算服務提供服務，並在2020年10月正式啟用。亞馬遜雲端運算服務成為日本政府的服務供應商刺激了日本本土的資訊科技公司富士通、日本電信電話和日本電氣宣佈加大雲端運算技術的開發。同時日本國內也出現大量質疑使用海外公司服務的聲音，如西村博之就在公開訪問中表示應該使用SAKURA internet或者GMO網際網路等日本本土公司的服務。2021年6月，日本政府決定建立新的「行政雲」以逐步取締亞馬遜雲端運算服務負責的第二期「政府共通平台」。行政雲原計劃於2022年啟用，由於資料遷移和營運問題，推遲至2023年。到2023年6月，只完成部分資料遷移，預計需要更多時間完成轉移工作。